# Chessgate
Chessgate ist ein deutscher Schachbuchverlag, der im Jahr 2001 in Form der Chessgate AG gegründet wurde.  Der deutsche Großmeister Christopher Lutz hat den alleinigen Vorstand inne, der Großmeister und frühere Weltmeisterschaftskandidat Artur Jussupow sitzt im Aufsichtsrat. Der Sitz des Verlages ist in Nettetal.
Neben der Publikation und dem Onlineversand von Schachliteratur bot Chessgate auf seiner Website rund um das Thema Schach einen Nachrichtenservice, Rezensionen über Schachbücher, Trainingsangebote, Partienanalysen von Großmeistern sowie Geschichten rund um das Schach. Es wurden Veranstaltungen organisiert und Großereignisse in dieser Sportart einem breiten Publikum vorgestellt und von Schachgroßmeistern kommentiert; seit 2001 beispielsweise auch die Dortmunder Schachtage, das bedeutendste Schachturnier auf deutschem Boden. 
Chessgate betrieb in einer so genannten „Spielzone“ auch einen freien Schachserver. Dort konnte mit einem Webbrowser und einem Applet oder einer kostenlosen Client-Software, dem Chessgate Client, gespielt und mit anderen Teilnehmern vielfältig kommuniziert werden.